# North Braddock
North Braddock es un borough ubicado en el condado de Allegheny en el estado estadounidense de Pensilvania. En el año 2000 tenía una población de 5.821 habitantes y una densidad poblacional de 1,405 personas por km².

## Geografía
North Braddock se encuentra ubicado en las coordenadas 40°24′18″N 79°51′23″O / 40.40500, -79.85639.

## Demografía
Según la Oficina del Censo en 2000 los ingresos medios por hogar en la localidad eran de $24,335 y los ingresos medios por familia eran $30,473. Los hombres tenían unos ingresos medios de $30,960 frente a los $22,281 para las mujeres. La renta per cápita para la localidad era de $14,076. Alrededor del 22.7% de la población estaba por debajo del umbral de pobreza.